# Loleta (Californie)
Loleta est une census-designated place des États-Unis située dans le comté de Humboldt et l'État de Californie, à 24 km au sud d'Eureka.

## Histoire
Fondée dans les années 1850 et nommée initialement Swauger's Station, elle a été rebaptisée Loleta en 1897.

## Démographie
| 2000 | 2010 | - | - | - | - |
| ---- | ---- | - | - | - | - |
| 707  | 783  | - | - | - | - |